# Hamilton Hamilton
Pour les articles homonymes, voir Hamilton.
Hamilton Hamilton, né le 1er avril 1847 à Oxford en Angleterre et décédé le 4 janvier 1928 à Norwalk dans l'état du Connecticut, est un peintre et un graveur américain d'origine anglaise, spécialisé dans la peinture de paysage. 
Il a peint des paysages de la région de New York, du Connecticut, de l'Ouest américain, de l'Angleterre et de la France, ainsi que des portraits, et fut proche de la Hudson River School et membre du groupe d'artistes de Silvermine (en).

## Biographie
D'origine écossaise, Hamilton Hamilton naît à Oxford en Angleterre en 1847. Jeune, il étudie auprès du peintre John Ruskin. Il émigre ensuite avec sa famille à Cowlesville, une communauté rurale proche de la ville de Buffalo dans l'état de New York, aux États-Unis. En 1870, il part en Europe étudier la peinture et séjourne à Paris. Il rentre à Buffalo en 1872, ou il commence une carrière de peintre portraitiste.
En 1878 et 1879, il séjourne à Pont-Aven en Bretagne et fréquente les peintres de l'école de Barbizon. Il s'installe à New York en 1881 et commence à pratiquer la peinture de genre et la gravure à l'eau-forte. Il devient membre de l'Académie américaine des beaux-arts en 1886 et académicien en 1889. 
Mariée à Helen McIlhenney, sœur de l'artiste Charles Morgan McIlhenney, il a deux filles en 1889. Il réside ensuite dans le nord de l'état de New York, au Colorado, à Pasadena en Californie et effectue un séjour  dans la région des Cornouailles en Angleterre. En 1907 et 1908, il réalise des peintures de paysage dans le sud de la Californie. En 1912, il s'installe définitivement à Norwalk dans l'état du Connecticut. Il fréquente le groupe d'artistes de Silvermine (en) fondé par le sculpteur Solon Borglum.
Il meurt à Norwalk en 1928.
Ces œuvres sont notamment visibles ou conservées au Metropolitan Museum of Art, au Phoenix Art Museum, à la National Gallery of Art de Washington DC, à l'Akron Art Museum et au Lowe Art Museum (en) à Coral Gables.

## Œuvres

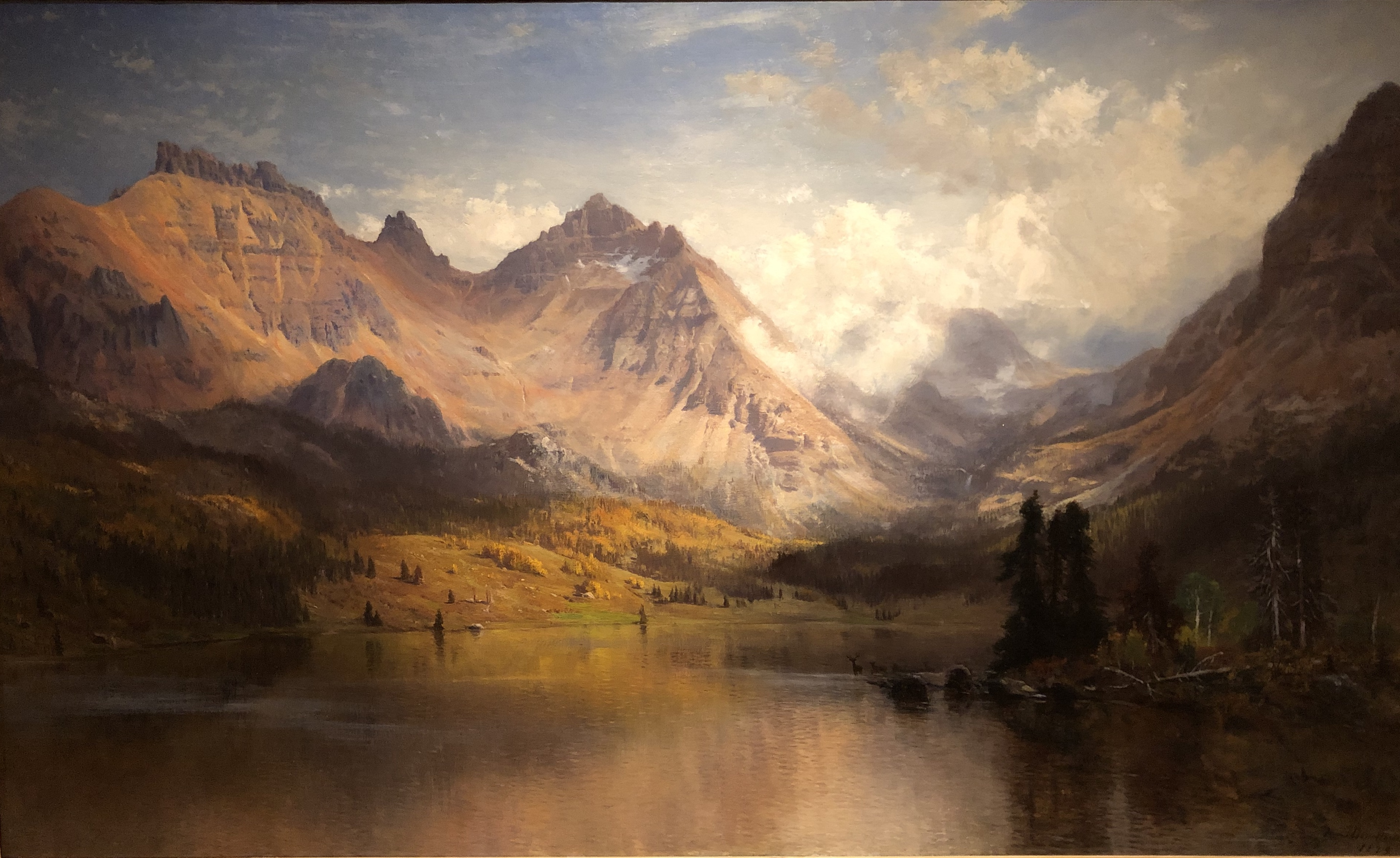
Trout Lake, Colorado (1879)
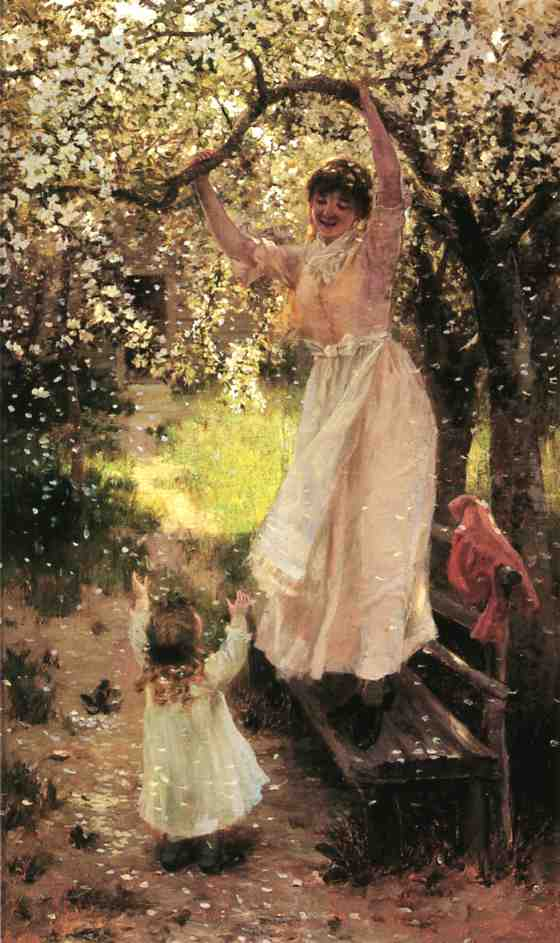
Falling Apple Blossoms (sans date)
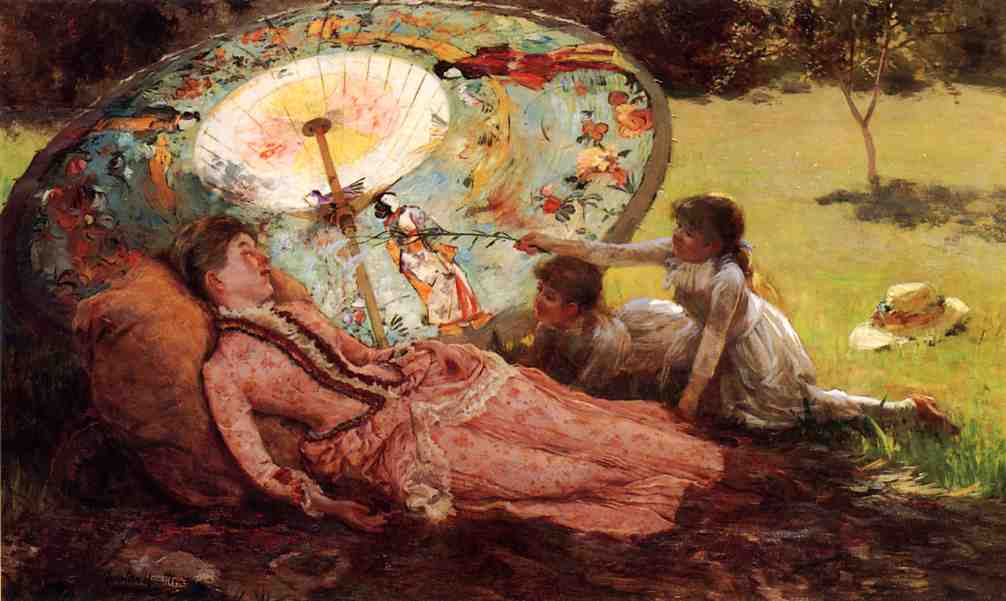
Lady with a Parasol (sans date)
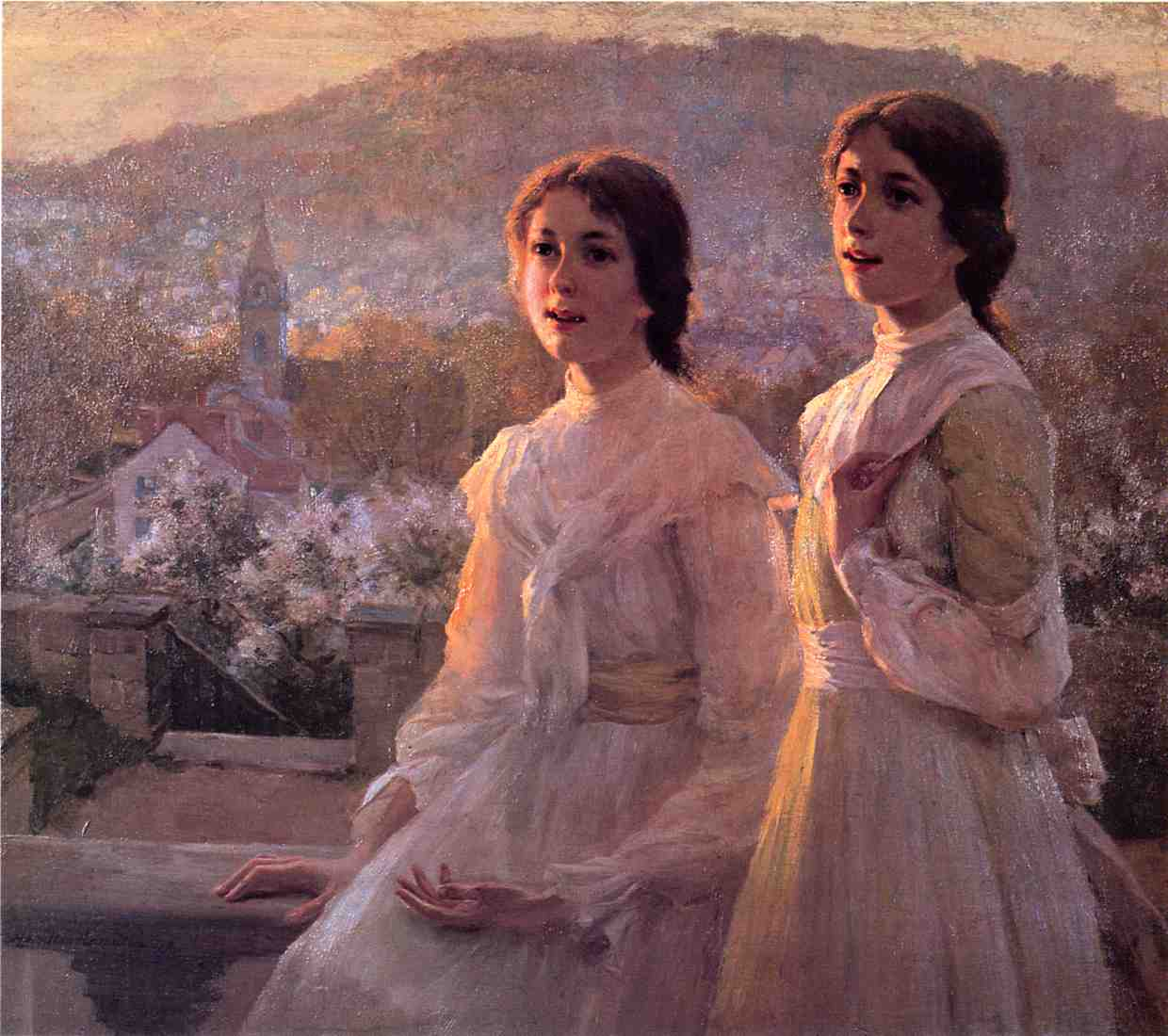
Lil Southern Belles (1894)
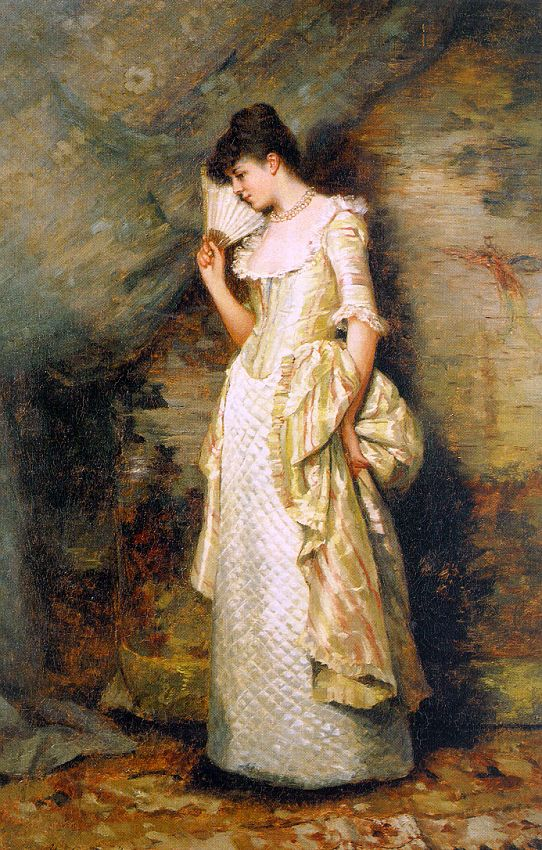
Woman with a Fan (sans date)